# Февр, Ромен
Роме́н Февр (фр. Romain Faivre; родился 14 июля 1998 года в Аньер-сюр-Сен, Франция) — французский футболист, полузащитник английского клуба «Борнмут».

## Клубная карьера
Февр — воспитанник клубов «Расинг» и «Тур». В 2015 году для получения игровой практики Ромен начал выступать за дублирующий состав последних. Летом 2017 года Ромен перешёл в «Монако». В том же году он начал играть дублёров клуба. В поединке Кубка французской лиги против «Лорьяна» Февр дебютировал за основной состав. 22 декабря в матче против «Генгама» он дебютировал за последний в Лиге 1.